# Vyvyan Lorrayne
Vyvyan Lorrayne (Pretoria, 20 aprile 1939 – 8 agosto 2022) è stata una danzatrice sudafricana, prima ballerina del Royal Ballet dal 1967 al 1979.

## Biografia
Vyvyan Lorrayne nacque a Pretoria nel 1939 e si avvicinò alla danza per rafforzare il proprio fisico dopo aver contratto la polio all'età di quattro anni. Nel 1956 migrò nel Regno Unito e, dopo essersi perfezionata per un anno con la Royal Ballet School nel 1957 fu scritturata dal Royal Ballet al Covent Garden. Dieci anni più tardi fu proclamata prima ballerina della compagnia.
Tra le danzatrici preferite di Frederick Ashton, Lorrayne si distinse per la purezza del suo stile classico, ma anche per le grandi capacità di adattarsi al repertorio contemporaneo. Ashton scrisse per lei ruoli in quattro delle sue ultime composizioni: Monotones (1965), Jazz Calendar (1968), Enigma Variations (1968) e Siesta (1972). Nel corso dei suoi ventidue anni con il Royal Ballet danzò in gran parte del repertorio classico, neoclassico e romantico della compagnia, tra cui Cenerentola, Ondine, La fille mal gardée, Lo schiaccianoci, La bella addormentata, Il lago dei cigni e Romeo e Giulietta. Ballò spesso come partner dei maggiori ballerini della compagnia, tra cui Rudol'f Nureev, Donald MacLeary ed Anthony Dowell.
Diede il suo addio sulle scene della Royal Opera House nel 1979, danzando un ruolo scritto per lei da David Bintley in Meadow of Proverbs. Successivamente fondò una propria compagnia, il Ballet Imperiale, che però riscosse poco successo e fallì rapidamente. Nel 1984 recitò nel film Top Secret!.
Successivamente tornò in Sudafrica, dove insegnò danza alla National School of the Arts di Johannesburg durante gli anni ottanta e novanta.
È morta nel 2022 all'età di 83 anni.